# Shanhaiguan

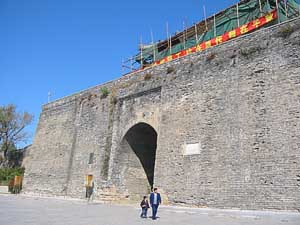
Shanhaiguan

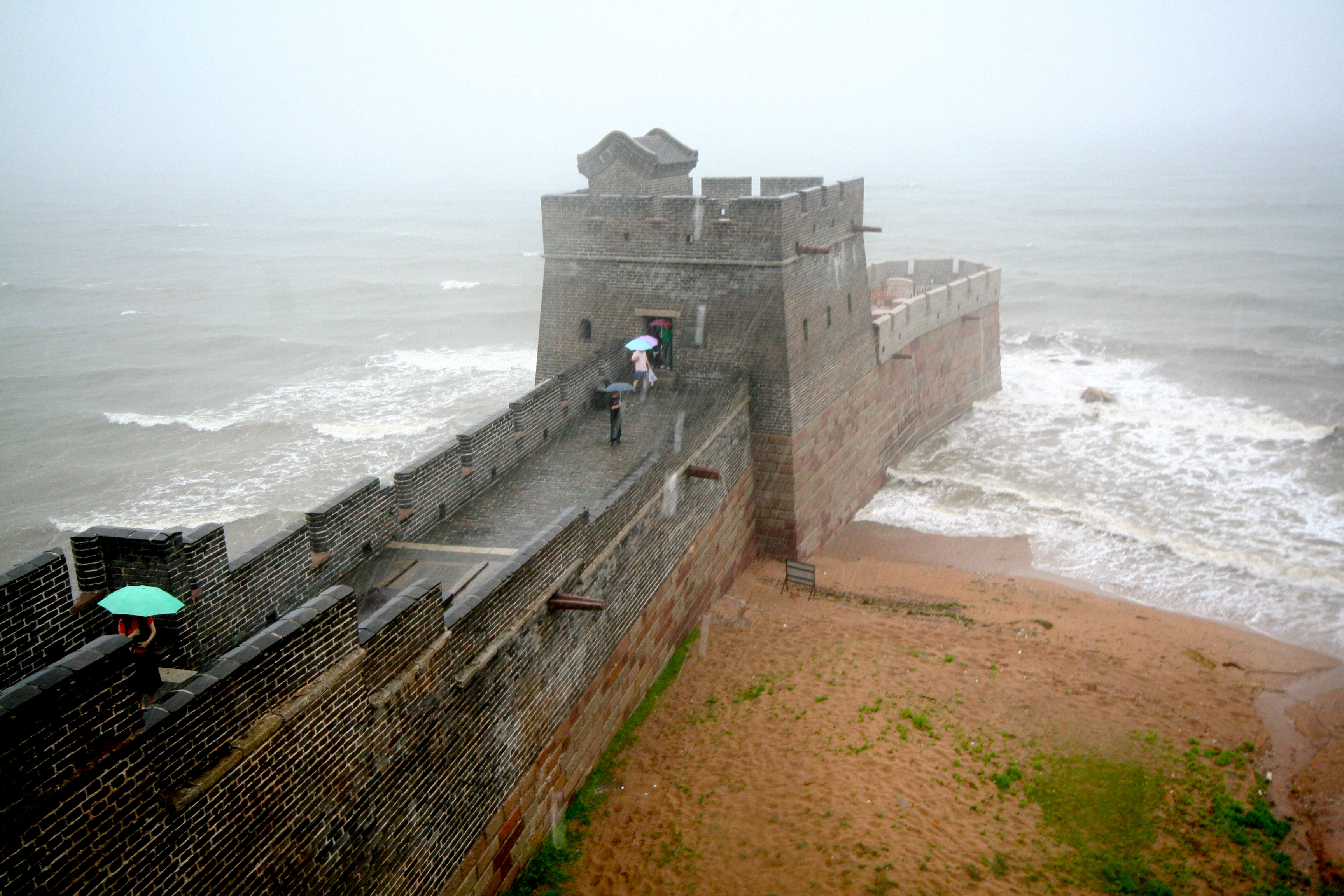
Het einde van de Grote Muur bij Shanhaiguan

Shanhaiguan (Chinees: 山海關 / 山海关, letterlijk "Berg en meer pas") is een district van  de stadsprefectuur Qinhuangdao in de Chinese provincie Hebei. Shanhaiguan ligt aan de Bohaizee, een grote baai van de Gele Zee.
In Shanhaiguan ligt het oostelijke eindpunt van de Chinese Muur, die enkele meters tot in de Bohaizee doorloopt. Van hier loopt de Chinese Muur met een totale lengte van meer dan 21.000 km tot in het westelijke Jiayuguan.
Guan in de naam Shanhaiguan slaat op pas of poort. De locatie kan dus ook als Shanhai-Pas begrepen worden.  
Landinwaarts van het eindpunt staat ook een van de grotere poorten en tevens de meest oostelijke van alle poorten. Andere grote overgangen door de muur zijn Jiayuguan in het westen en Juyongguan.
Shanhaiguan is een historische grenspost en garnizoensstadje. Het ligt bijna 300 kilometer ten oosten van Peking, en is verbonden met die stad door de Jingshen-snelweg.

## Geschiedenis
Shanhaiguan ligt ten zuiden van het Yan Shan-gebergte en ten noorden van de Bohaizee. Eeuwenlang bewaakten de posten de smalle doorgang tussen het noordoosten van China en Centraal-Oost-China. In de loop van de Chinese geschiedenis heeft deze herhaaldelijk gediend als een defensief bolwerk tegen stammen van Mantsjoerije, zoals tegen de Kitan, Jurchen en de Mantsjoes.
Zowel de Noordelijke Qi-dynastie en de Tang-dynastie bouwden wachtposten in dit gebied. In 1381 liet Ming-generaal Xu Da Shanhaiguan bouwen, die zijn naam kreeg door de ligging tussen de bergen en de zee. Later leidde generaal Qi Jiguang de bouw van een garnizoensstad naar Shanhaiguan. Nederzettingen en forten werden gebouwd in het oosten, zuiden en ten noorden van de pas, en Shanhaiguan werd een van de meest zwaarversterkte plaatsen in China. Vandaag de dag is Shanhaiguan ook een van de best bewaarde overgangen van de Grote Muur.

## Structuur
Shanhaiguan heeft een rechthoekige vorm met een omtrek van vier kilometer. De muren komen tot een hoogte van 14 meter en zijn zeven meter dik. De oostelijke, zuidelijke, en noordelijke kanten zijn omgeven door een diepe en brede gracht. In het midden van het rechthoekige plein staat een hoge klokkentoren.